# Beautiful Life (serie televisiva)
Beautiful Life (ビューティフルライフ?, Byūtifuru Raifu) è un dorama stagionale invernale in 11 puntate di TBS mandato in onda nel 2000.

## Trama
Protagonista della storia sono una giovane donna costretta in una sedia a rotelle a causa d'una grave infermità e un bel giovane che lavora per un rinomato salone di bellezza.
Un giorno i due destini di queste persone così apparentemente diverse s'incrociano per non separarsi più: ognuno troverà nell'altro qualcosa che a lui stesso manca e che così lo completa. Nonostante ciò, il loro amore appena sbocciato è subito minacciato dall'apprensivo fratello maggiore di lei e da un improvviso aggravarsi della sua malattia.

## Personaggi
Shuji
Il padre lo voleva medico in ospedale, lui invece ignorando tutti i buoni consigli datigli dalla famiglia è diventato uno dei migliori parrucchieri nel salone in cui lavora; talvolta viene anche richiesto da varie riviste di moda.
Kioko
Lavora con passione in una biblioteca; il suo male ha iniziato a manifestarsi da quando aveva 17 anni e da allora in poi ha dovuto usare una sedia a rotelle.
Sakie
Miglior amica di Kioko, anche lei è impiegata nella stessa biblioteca; offre spesso incoraggiamento e sostegno alla cara collega.
Takumi
Assistente di Shuji, nei confronti del quale nutre una profonda stima ed ammirazione.
Masao
Fratello maggiore di Kioko, vive assieme ai genitori e lavora presso il negozio di liquori di loro proprietà. Un tipo davvero molto protettivo nei confronti della sorella.
Satoru
Lavora assieme a Shuji, un tipo molto popolare e benvoluto da tutti.

## Episodi
| Nº | Giapponese 「Kanji」 - Rōmaji      | In onda          | In onda |
| Nº | Giapponese 「Kanji」 - Rōmaji      | Giapponese       |         |
| 1  | 「車イスの恋」 - Kuruma isu no koi | 16 gennaio 2000  |         |
| 2  | 「二人の夢」 - Futari no yume      | 23 gennaio 2000  |         |
| 3  | 「キスの夜」 - Kisu no yoru        | 30 gennaio 2000  |         |
| 4  | 「会いたい」 - Aitai               | 6 febbraio 2000  |         |
| 5  | 「冷たい雨」 - Tsumetai ame        | 13 febbraio 2000 |         |
| 6  | 「恋敵」 - Koigataki               | 20 febbraio 2000 |         |
| 7  | 「心の距離」 - Kokoro no kyori     | 27 febbraio 2000 |         |
| 8  | 「真実」 - Shinjitsu               | 5 marzo 2000     |         |
| 9  | 「君の命」 - Kimi no inochi        | 12 marzo 2000    |         |
| 10 | 「恋しくて」 - Koishikute          | 19 marzo 2000    |         |
| 11 | 「未来へ」 - Mirai e               | 26 marzo 2000    |         |